# Noyers-Bocage
Noyers-Bocage è un ex comune francese di 1 126 abitanti situato nel dipartimento del Calvados nella regione della Normandia. Accorpato il 1º gennaio 2016 con il comune di Missy per formare il nuovo comune di Noyers-Missy, con la successiva fusione di quest'ultimo con Le Locheur e Tournay-sur-Odon per formare il comune di Val d'Arry, è divenuto una frazione di quest'ultimo.

## Società

### Evoluzione demografica
Abitanti censiti